# Telipogon astroglossus
Telipogon astroglossus är en orkidéart som beskrevs av Heinrich Gustav Reichenbach. Telipogon astroglossus ingår i släktet Telipogon och familjen orkidéer. Inga underarter finns listade i Catalogue of Life.